# Novato
Novato (en anglais [nəˈvɑːtoʊ]) est une ville située dans le comté de Marin en Californie. Elle se trouve dans la région urbaine de San Francisco. Sa population s'élevait à 47 630 habitants lors du recensement de 2000.

## Histoire
Ce qui est maintenant Novato était à l'origine le site de plusieurs villages de la côte Miwok : Chokeche, proche du centre-ville Novato, Puyuku, près d'Ignacio, et Olompali, devenu l'Olompali State Historic Park.
En 1839, le gouvernement mexicain a accordé 35,92 km2 du Rancho Novato à Fernando Feliz. Le rancho a été nommé d'après un chef de file Miwok local à qui l'on avait donné le nom de Saint Novatus lors de son baptême. Par la suite, quatre autres concessions de terres supplémentaires ont été faites dans la région : le Rancho Corte Madera à John Martin en 1839, le Rancho San Jose à Ignacio Pacheco en 1840, le Rancho Olompali offert en 1843 à Camilo Ynitia, fils d'un chef Miwok de la côté, et le Rancho Nicasio, de loin la plus grande de 229,1 km2, attribué à Pablo de la Guerra et Jean B. R. Cooper en 1844. Novato, avec le reste de la Californie, est devenu une partie des États-Unis le 2 février 1848. Parmi les premiers pionniers, Joseph Sweetser et Francis De Long ont acheté 15 000 hectares (61 km2) dans le milieu des années 1850 afin d'y planter des vergers et des vignobles.
La ville d'origine s'étendait de Novato Creek à ce qui est aujourd'hui le sud de Novato Boulevard. Un chemin de fer a été construit en 1879, reliant Novato au comté de Sonoma et San Rafael. La zone autour du dépôt ferroviaire est devenu connue sous le nom de New Town, et forme ce qui est aujourd'hui la limite de la vieille ville de Novato. Le dépôt actuel a été construit en 1917, mais a fermé en 1959 et est en grande partie abandonné. Le dépôt se composait de deux bâtiments, un entrepôt et une gare. L'entrepôt a brûlé deux fois dans les années qui ont suivi et a été démoli à la fin 2007, tandis que la gare est encore debout.
Une église presbytérienne a été construite en 1896. Jusqu'en 2006, elle abritait un certain nombre de bureaux de la mairie, mais a été évacuée et condamnée la même année en raison de problèmes de sécurité. L'église a été rénovée depuis.

## Géographie
Selon le Bureau du recensement des États-Unis, la ville a une superficie totale de 73 km2 (71 km2 de terre et 1,3 km2 d'eau).

## Climat
Les observations météorologiques officielles ont été prises à la Hamilton Air Force Base tout au long de l'année 1964. Les températures moyennes de janvier atteignaient alors un maximum de 12 °C et un minimum de 3,7 °C. Les températures moyennes de juillet s’étalaient entre un maximum de 26,6 °C et un minimum de 11,1 °C. Il y avait une moyenne de 12,4 jours avec des pointes à 32 °C ou plus et une moyenne de 12,5 jours avec des minima de 0 °C ou moins. La température record était de 42 °C le 9 septembre 1944. La température record était de −5 °C le 13 janvier 1963. Les précipitations annuelles moyennes étaient 64,7 cm. L'année la plus humide a été 1940 avec 118,4 cm et l'année la plus sèche a été 1939, avec 24,0 cm. Le plus de précipitations en un mois était de 47,9 cm en décembre 1955. Le plus de précipitations en 24 heures était de 9,9 cm le 12 octobre 1962.

## Démographie
| Groupe            | Novato | Californie | États-Unis |
| ----------------- | ------ | ---------- | ---------- |
| Blancs            | 76,0   | 57,6       | 72,4       |
| Latino-Américains | 21,3   | 37,6       | 16,7       |
| Autres            | 9,0    | 17,0       | 6,2        |
| Asiatiques        | 6,6    | 13,1       | 4,8        |
| Métis             | 4,9    | 4,9        | 2,9        |
| Afro-Américains   | 2,7    | 6,2        | 12,6       |
| Amérindiens       | 0,6    | 1,0        | 0,9        |
| Océaniens         | 0,2    | 0,4        | 0,2        |
| Total             | 100    | 100        | 100        |

| 1960   | 1970   | 1980   | 1990   | 2000   | 2010   |
| ------ | ------ | ------ | ------ | ------ | ------ |
| 17 881 | 31 006 | 43 916 | 47 585 | 47 630 | 51 904 |

## Économie
La ville est le foyer de la Compagnie de la Caisse d'assurance-pompier, et plusieurs petites entreprises de biotechnologie, tels que Buck Institute for Research on Aging, Biosearch Technologies et BioMarin Pharmaceutical. Plusieurs petites entreprises du secteur des technologies sont également basées à Novato, tels que 2K Marin, Radiant Logic, ImageMovers Digital, Toys For Bob, International Genetics Incorporated, Channel Management Solutions, Enwisen et Sonic Solutions.
L'ancienne Hamilton Air Force Base est également située à Novato, mais a été déclassée en 1974 et classée « district historique » en 1998. Après être resté à l'abandon pendant de nombreuses années, d'importantes rénovations ont été réalisées sous l'égide de l'ancien maire Michael DiGiorgio. En 2008, la base a été largement réaménagée en des habitations.

## Personnalités
- Jared Goff, joueur de football américain quarterback
- Brande Roderick, actrice et playmate américaine, née à Novato en 1974
- Joe Rosenthal, photographe américain, mort à Novato en 2006